# Глиссер

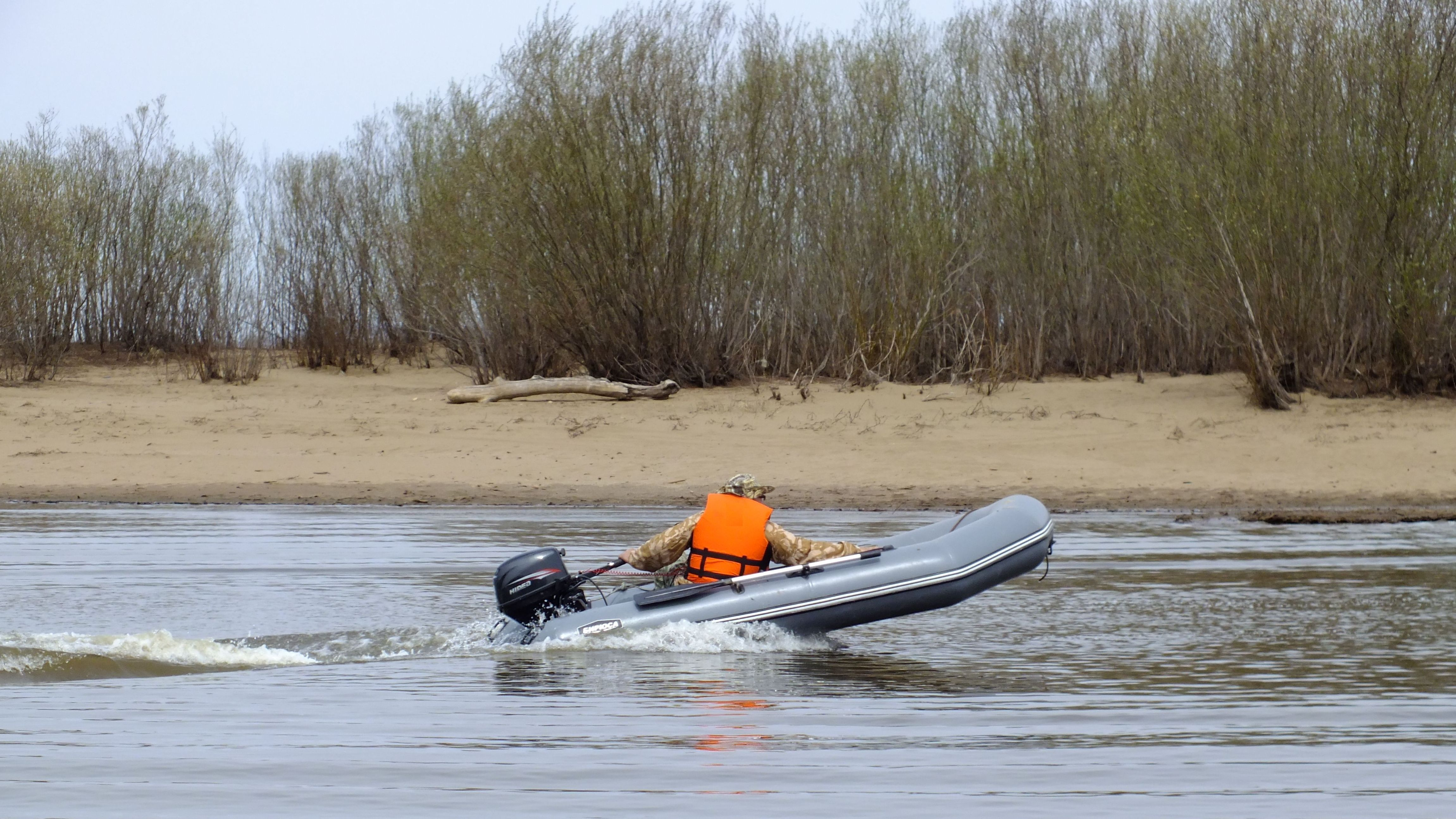
Надувная лодка выходит на режим глиссирования, преодолевая волновой кризис. Хорошо видно, что под корпусом судна находится горб волны. Лодка имеет значительный дифферент на корму, которая находится во впадине. Следующий горб — за кормой. Этот режим требует повышенной мощности двигателя.

Гли́ссер (фр. glisseur, от glisser — скользить) — быстроходное судно, высокая скорость которого достигается скольжением по поверхности воды в режиме глиссирования.

## Режим глиссирования

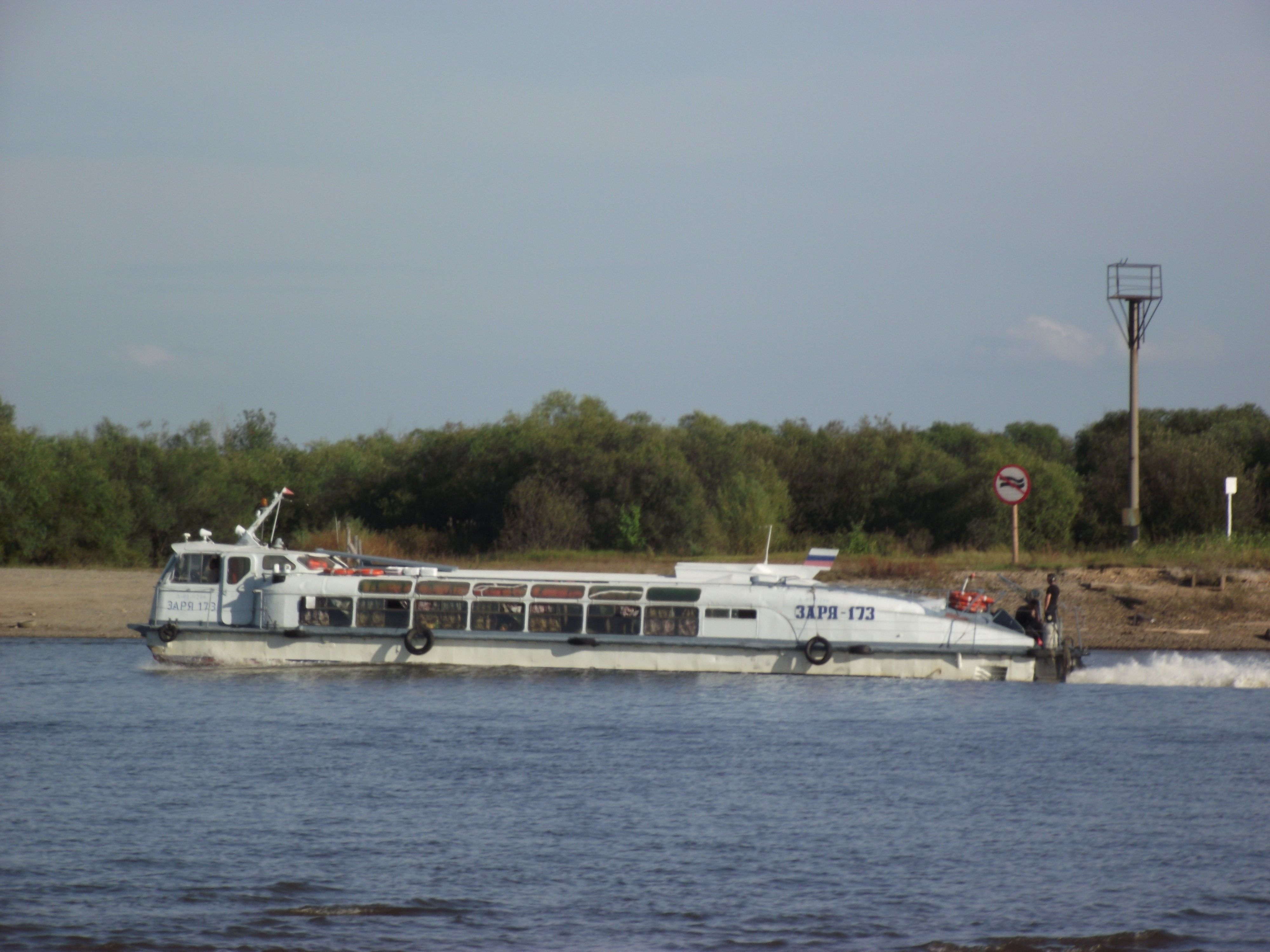
Теплоход «Заря-173» движется в режиме глиссирования. Хорошо видно, что корпус судна находится на гребне волны и практически не имеет дифферента. Это означает, что волновой кризис преодолён.

При движении глиссера, за счёт специально спроектированной формы корпуса, имеющего либо плоское днище, либо уступы на днище в виде ступеней — реданы, возникает гидродинамическая сила, компенсирующая часть силы тяжести и вызывающая общее значительное всплытие судна, которое «выходит на редан» (оно как бы скользит по поверхности воды — глиссирует). В результате существенно уменьшается площадь соприкосновения днища с водой (у спортивных судов в несколько раз), снижается вязкое сопротивление движению за счёт уменьшения смоченной поверхности и повышается скорость хода.
Этот тип судна/движения очень чувствителен к нагрузке. Незначительное увеличение нагрузки или изменение развесовки может привести к тому, что судно не сможет выйти на режим глиссирования, и продолжит движение в неэкономичном водоизмещающем режиме при числе Фруда около 1.
На глиссеры устанавливают лёгкие двигатели внутреннего сгорания, газовые турбины.
Движителями служат гребные винты, водомёты, воздушные винты.
Могут глиссировать гидросамолёты при взлёте и посадке, лёгкие парусные суда, парусные доски, а также водные лыжи, вейкборды, доски под воздушным змеем.
Идея создания глиссера появилась как следствие решения проблемы, похожей на проблему преодоления звукового барьера. При приближении скорости судна к скорости распространения волны по воде получается, что судно непрерывно пытается заехать на им же образованную горку. Это явление называется волновым кризисом. Расход топлива растёт по мере роста скорости и достигает своего максимума перед выходом судна на глиссирование. Недостаток мощности и/или неподходящая форма корпуса делают режим глиссирования недостижимым. Например, 30-тонному теплоходу «Заря» для преодоления волнового кризиса требуется двигатель мощностью не менее 860 л. с. (мощность силовой установки теплохода — 1000 л. с.). После выхода на режим глиссирования этому теплоходу для движения со скоростью 45 км/ч достаточно мощности всего лишь 330 л. с.
Если мощность силовой установки достаточна для поддержания движения в режиме глиссирования, но недостаточна для преодоления волнового кризиса, судно тем не менее может быть выведено в режим глиссирования. Для этого необходимо установить силовой установке режим максимальной мощности и сместить центр тяжести судна вперёд по отношению к точке приложения равнодействующей гиростатической и гидродинамической сил (например, перемещением груза, пассажиров, перекачкой топлива или балласта). В результате дифферент судна на корму уменьшится, что снизит величину волнового сопротивления и позволит судну набирать скорость и перейти в режим глиссирования. Такой способ широко применяется на моторных лодках.

## Практическое использование глиссеров

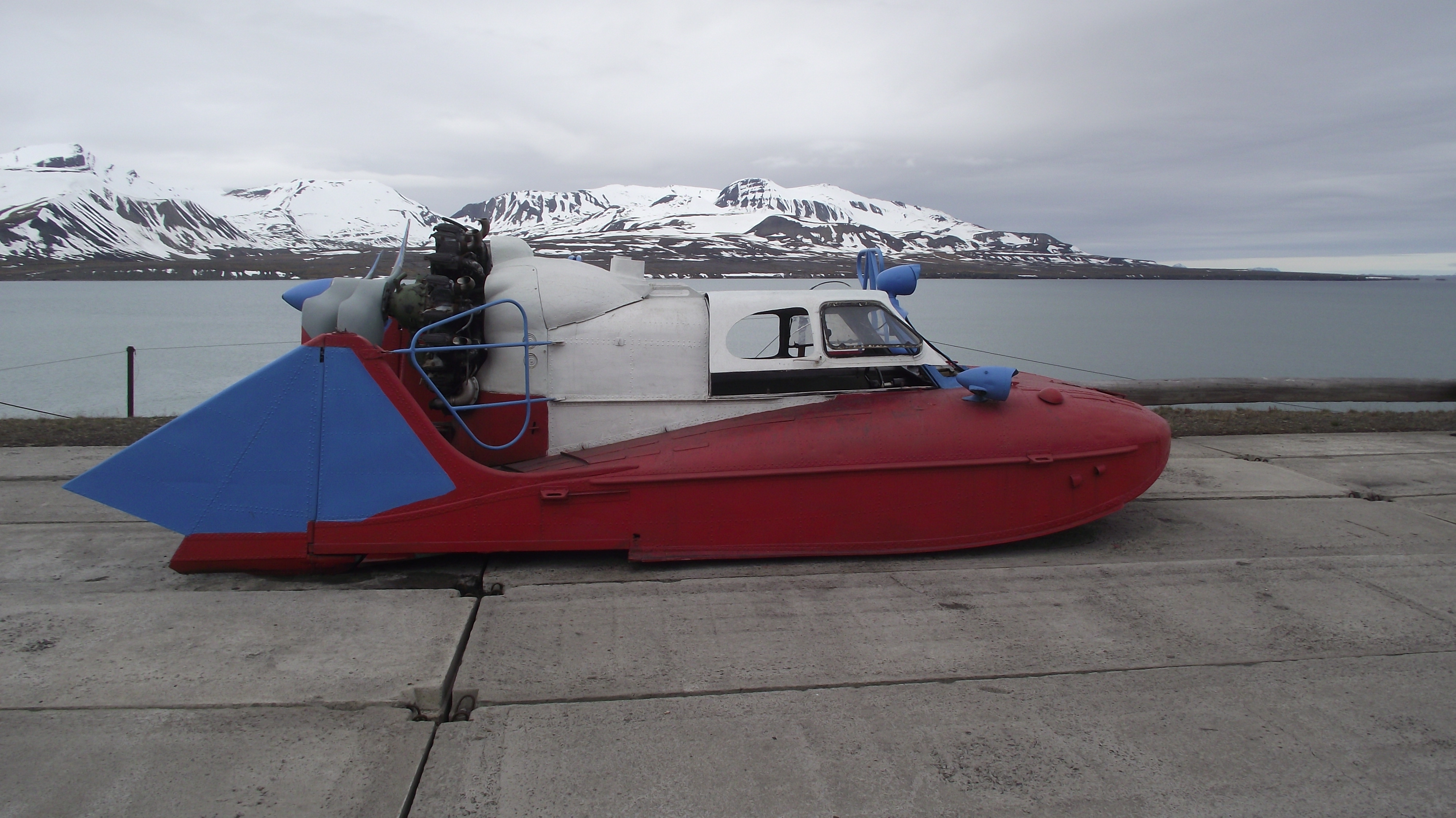
Аэросани-амфибия А-3. СССР, КБ Туполева, 1960-е — 1980-е гг.

Глиссеры используются для перевозки пассажиров, охранной и пограничной службы, спортивных гонок, прогулок.
Глиссирующий режим движения широко распространён в современном судостроении. Это большинство маломерных судов (моторные лодки, катера, гидроциклы), небольшие пассажирские скоростные суда (например, теплоходы типа «Заря»), торпедные и противолодочные катера, пожарные и спасательные суда. В условиях бездорожья значительную роль в российской глубинке играют реки, на многих своих участках сильно обмелевшие вследствие вырубки лесов по их берегам. В этой ситуации до недавнего времени большую помощь для доставки почты, пассажиров и медицинского персонала играли глиссеры с толкающим воздушным винтом. Такие суда можно было ещё в конце XX века видеть на таёжных реках, в частности на реке Пинеге. В настоящее время их значение заметно упало в связи с использованием для указанных выше целей вертолётов.
Глиссеры характеризуются сильными ударными нагрузками при движении на волнении, в связи с чем их применение в морских условиях затруднено.
Глиссеры с воздушным винтом (аэроботы) способны передвигаться не только по воде, но и по снегу и льду.

## Примеры глиссеров
- Моторная лодка
- «Заря» — пассажирский теплоход с водомётным движителем
- Аэросани-амфибия А-3, способная глиссировать

### Прочее
- EFV (AAAV) — американская глиссирующая боевая машина пехоты
- ZBD2000 — китайская глиссирующая боевая машина пехоты / танк
- Convair F2Y Sea Dart — сверхзвуковой реактивный гидросамолёт
- Martin P6M SeaMaster — реактивный бомбардировщик